# キルケネス

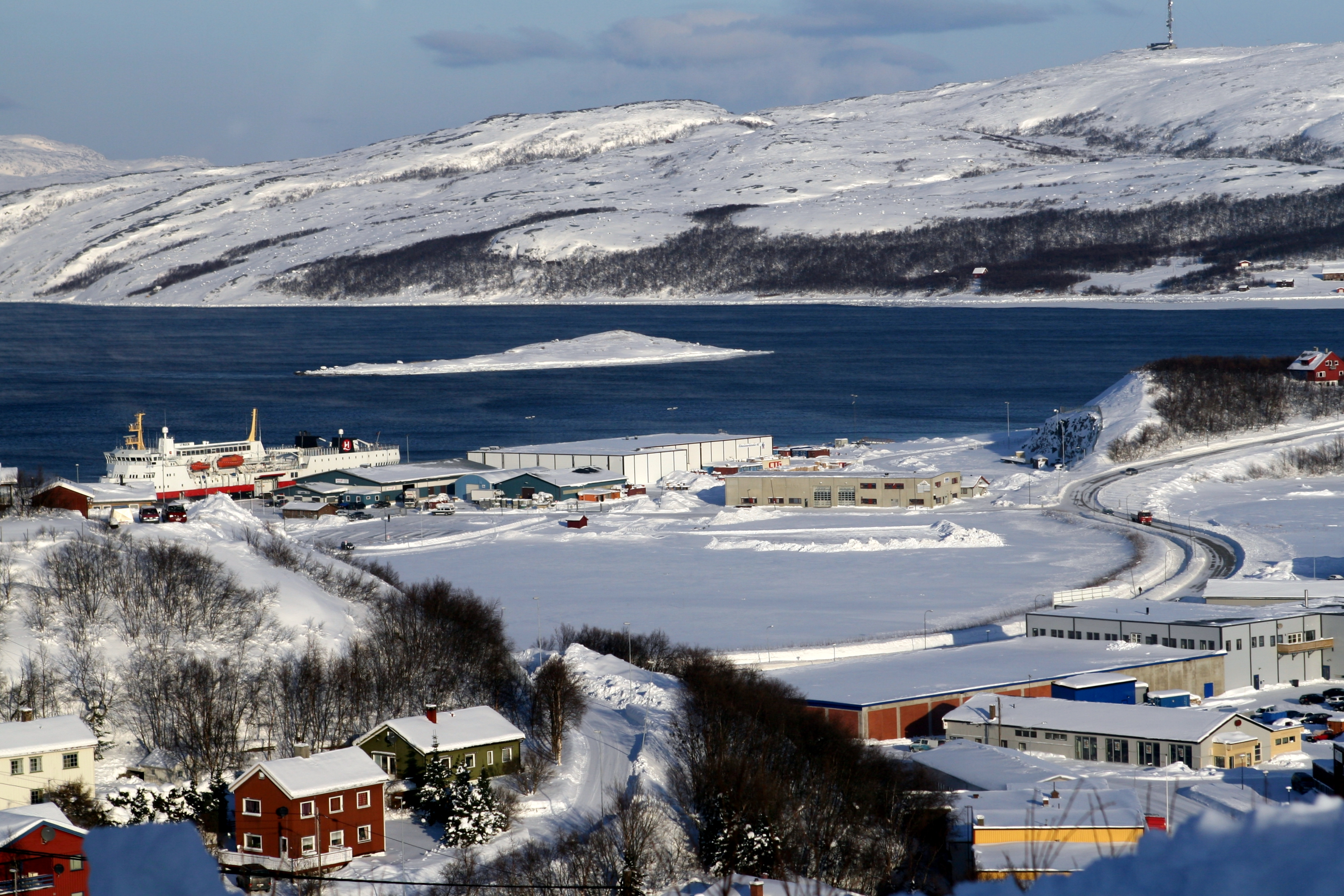
冬のキルケネス
（2007年2月28日撮影）

キルケネス（ノルウェー語: Kirkenes [ˈçirkəˌnɛːs] ( 音声ファイル)）は、ノルウェーのフィンマルク県セル＝ヴァランゲル市にある町。ヒルケネスやチルケネスとも表記される。フィンランド名はキルッコニエミ（Kirkkoniemi）。

## 歴史
この地域は1826年に現在の国境が定められるまで、ノルウェーとロシア双方が影響を及ぼしあってきた。元々はPiselvnesと言ったが、1862年に教会が建てられると「教会の岬」という意味の現在の地名に改められた。ロシア帝国の崩壊により独立したフィンランドと一時接していたが、フィンランドは継続戦争に敗れて北極海に面するペツァモ地方をソヴィエト連邦に割譲し、再びロシアと地続きになった。
第二次世界大戦時のナチスによるノルウェー占領中、キルケネスにはドイツ海軍やドイツ空軍第5航空艦隊などの基地が置かれ、ムルマンスク戦線へ物資を供給する総本部となった。伝えられるところによれば、キルケネスはヨーロッパの町のなかでマルタに次いで多く空襲を受け、その数は320回、空襲警報は1000回以上も鳴らされた。1944年10月25日の赤軍侵攻では生き残っていたインフラ網もほとんど破壊され、ドイツ国防軍もこの地を去った。侵攻後、残った家屋はわずか13軒であった。赤軍は1946年までノルウェー北部を占領した。
ドイツに占領されている間、町の近くには刑務所があった。1943年夏にそこへドイツ占領下で情報を収集したパルチザンらが投獄された。11人の兵士が彼らを助けようとしたが、軍裁判所が彼らもまとめて死刑を言い渡し8月18日に執行された。その執行された跡地には、彼らの記念碑が建てられている。
1946年に共同墓地が開所すると、そこで撲殺された男性の遺体が発見された。検死と追悼式の後、彼の遺体は実家に返還された。そこには記念のプレートが設置された。

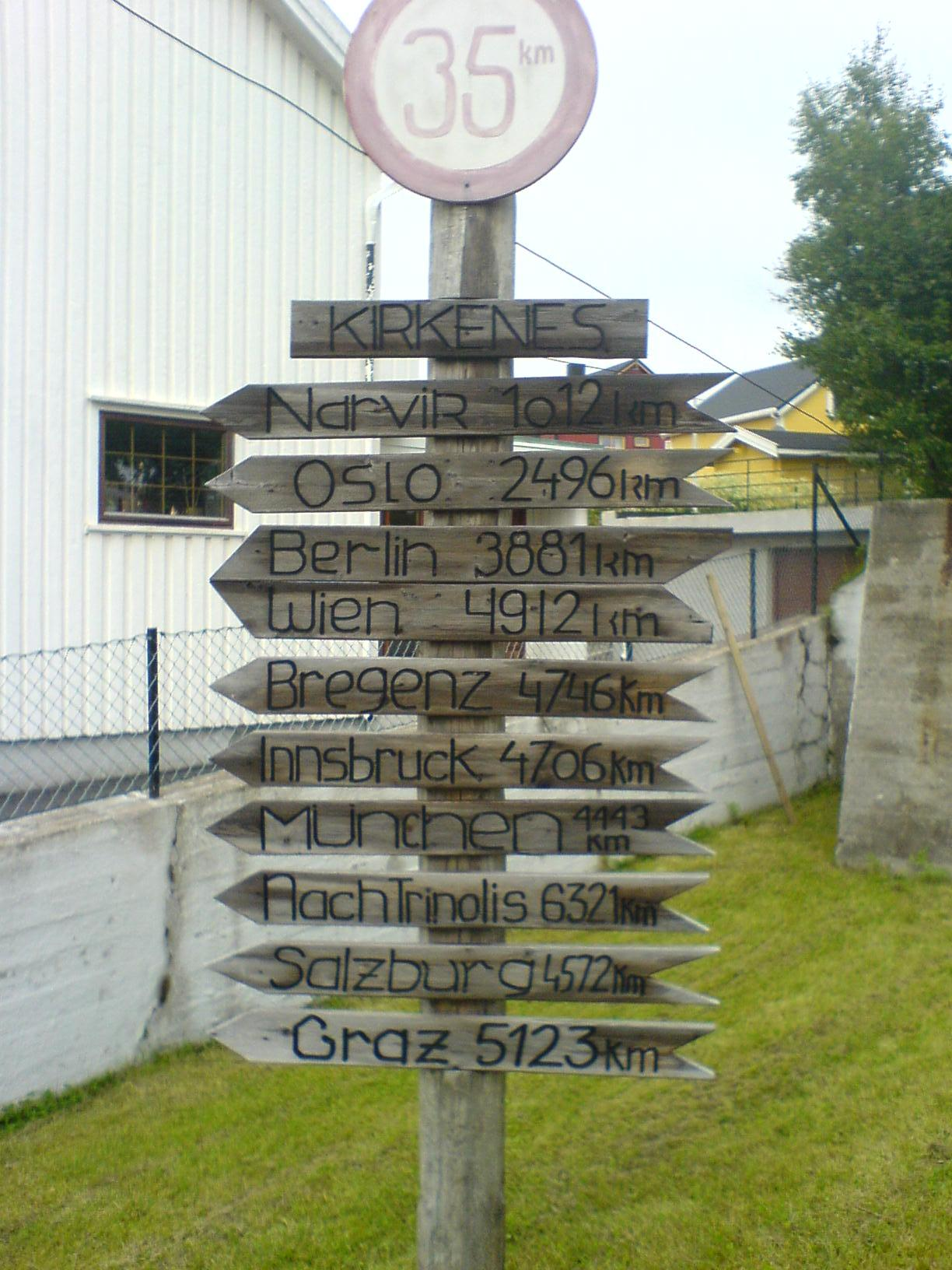
キルケネスからの道程を示すサインポスト

1910年から1997年まで、キルケネスと近隣のビェルネヴァトン村との間には鉄道のキルケネス＝ビェルネヴァトン線が通っていた。鉄道はビェルネヴァトン鉱山から産出される鉱石をキルケネス港まで運搬するために敷設されたもので、当時としては「世界最北の鉄道」だった。なおフィンランドでは鉄道網を北極海航路に接続する目的でロヴァニエミからキルケネスまで鉄道を敷設する北極海鉄道構想が検討されている。
2022年ロシアのウクライナ侵攻時にも国境は閉鎖されることなく、キルケネスにはロシアからの生活物資を求める買い出し客が訪れ続けた。キルケネスにあるロシア領事館はビザの発給を一時停止していたが、2023年になり発給手続きを再開した。

## 人口動静
町としての人口は約3300人だが、ヘセング、サンドネス、ビェルネヴァトンなどの近隣の村々を含めると約7300人になる。人口の大半はノルウェー人で、サーミ人は少数派である。その他フィンランドからの移民やクヴェン人などもおり、近年ではロシアからの移民も目立つ。

## 地理・気候
ノルウェー極北、ロシアとの国境付近に位置し、バレンツ海と繋がる広大なヴァランゲルフィヨルドの一部、ボクフィヨルドに築かれている。およそ400km北に北極点がある。毎年5月17日から7月21日にかけて白夜となり、反対に11月21日から1月21日にかけては極夜となる。沿岸部に位置するにもかかわらず気候は大陸性で、7月の月間平均気温は-11.5℃、7月の月間平均気温は12.6℃である。年間降水量は450mm。史上最低気温は-41℃で、史上最高気温は32.7℃。史上最も暖かかった月は2004年の7月で、平均16.9℃であった。
| キルケネスの過去10年間の気候 | キルケネスの過去10年間の気候 | キルケネスの過去10年間の気候 | キルケネスの過去10年間の気候 | キルケネスの過去10年間の気候 | キルケネスの過去10年間の気候 | キルケネスの過去10年間の気候 | キルケネスの過去10年間の気候 | キルケネスの過去10年間の気候 | キルケネスの過去10年間の気候 | キルケネスの過去10年間の気候 | キルケネスの過去10年間の気候 | キルケネスの過去10年間の気候 | キルケネスの過去10年間の気候 |
| 月                           | 1月                          | 2月                          | 3月                          | 4月                          | 5月                          | 6月                          | 7月                          | 8月                          | 9月                          | 10月                         | 11月                         | 12月                         | 年                           |
| ---------------------------- | ---------------------------- | ---------------------------- | ---------------------------- | ---------------------------- | ---------------------------- | ---------------------------- | ---------------------------- | ---------------------------- | ---------------------------- | ---------------------------- | ---------------------------- | ---------------------------- | ---------------------------- |
| 平均最高気温 °C （°F）       | −7 (19)                      | −8 (18)                      | −4 (25)                      | 0 (32)                       | 5 (41)                       | 11 (52)                      | 14 (57)                      | 13 (55)                      | 8 (46)                       | 3 (37)                       | −3 (27)                      | −5 (23)                      | 2.3 (36)                     |
| 平均最低気温 °C （°F）       | −12 (10)                     | −13 (9)                      | −9 (16)                      | −4 (25)                      | 2 (36)                       | 6 (43)                       | 10 (50)                      | 9 (48)                       | 5 (41)                       | 0 (32)                       | −7 (19)                      | −9 (16)                      | −1.8 (28.8)                  |
| 出典： 2009年12月5日         |                              |                              |                              |                              |                              |                              |                              |                              |                              |                              |                              |                              |                              |

## 経済・観光

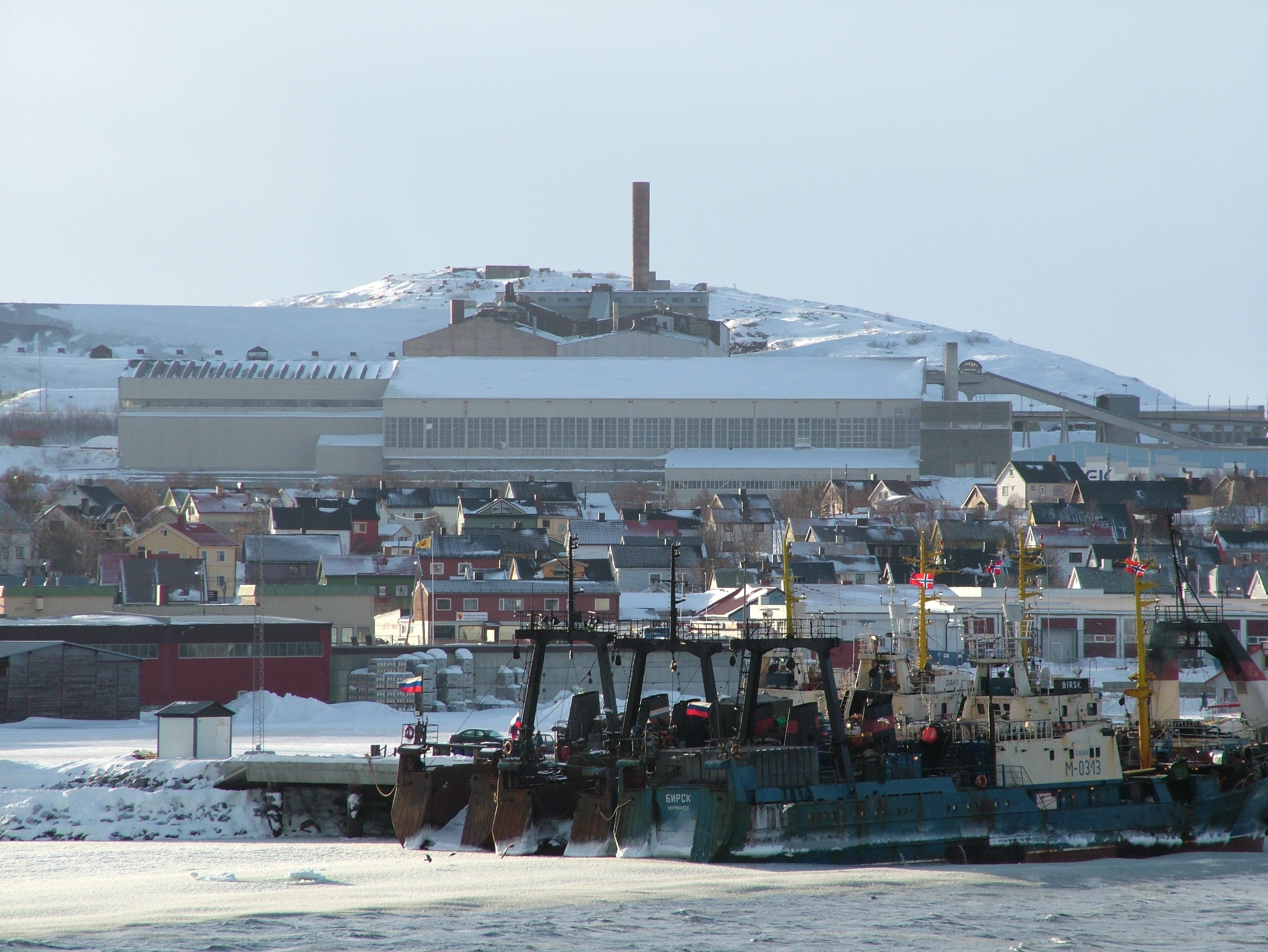
キルケネス港

ロシアとスカンジナビア三国にまたがる広域連合「バレンツ地方」の事務局がある。この広域連合は国際的な文化的・教育的、ビジネス的関係を構築するなどの目的で創設された。現在、バレンツ海での石油掘削事業が順調なため、町には楽観的なムードが広がっている。

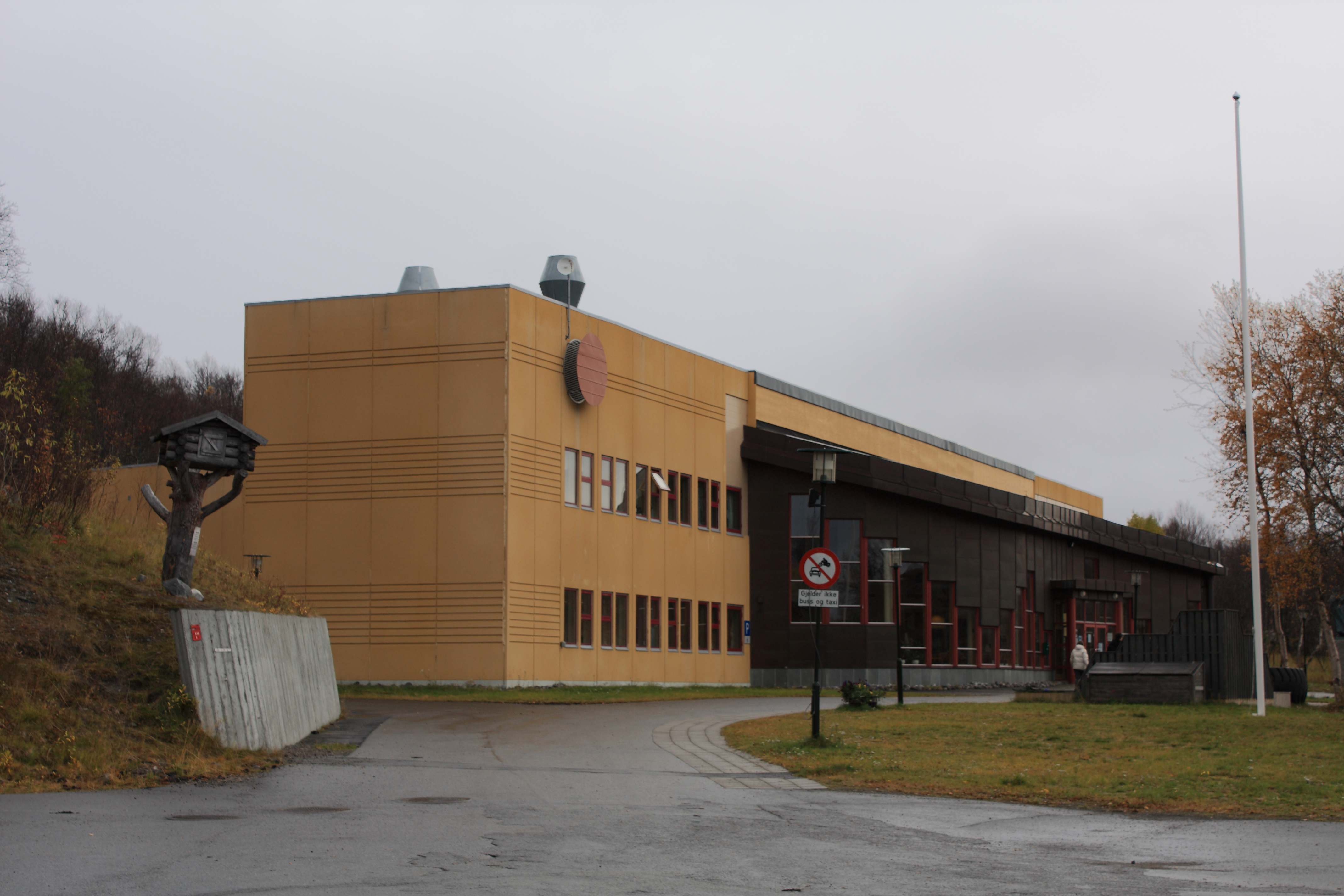
国境博物館

街にはグレンセランド博物館という観光スポットがあり、ノルウェー＝ロシア国境での戦争と平和の歴史やこの地域での鉱業の歴史などを解説している。第二次大戦中に撃墜され湖底に沈んでいたソ連軍の爆撃機、イリューシン2型も復元され、展示されている。さらにキルケネス出身の芸術家、ヨーン・サヴィオの作品を集めたサヴィオ美術館が併設されている。館内には小さなショップとカフェがある。
市街のすぐそばには「Høybuktmoen」と呼ばれる軍事基地があり、ロシアとの国境に沿って6つの部署を構えている。軍事基地と国境沿いの3部署は不法移民だけでなく、国境をまたいで行われる違法な行為全般を取り締まっている。
市街の近くにはアナースグロッタ（Andersgrotta）という第二次大戦時に建造された巨大な地下壕があり、人口をゆうに超える9000人を収容できる。壕内ではキルケネスの歴史に関する小フィルムが上映されている。
キルケネスはノルウェーの沿岸急行船「フッティルーテン」の起点・終点のひとつで、毎日ベルゲンとの間で船が行き交っている。2000m級の滑走路を有する空港もあり、オスロやトロムソとの間に直行便が就航している。バスでもアルタから月・水・金曜の週三便が、カラショークからも月・水・金・日曜の週四便が運行されている。

## もろもろの情報

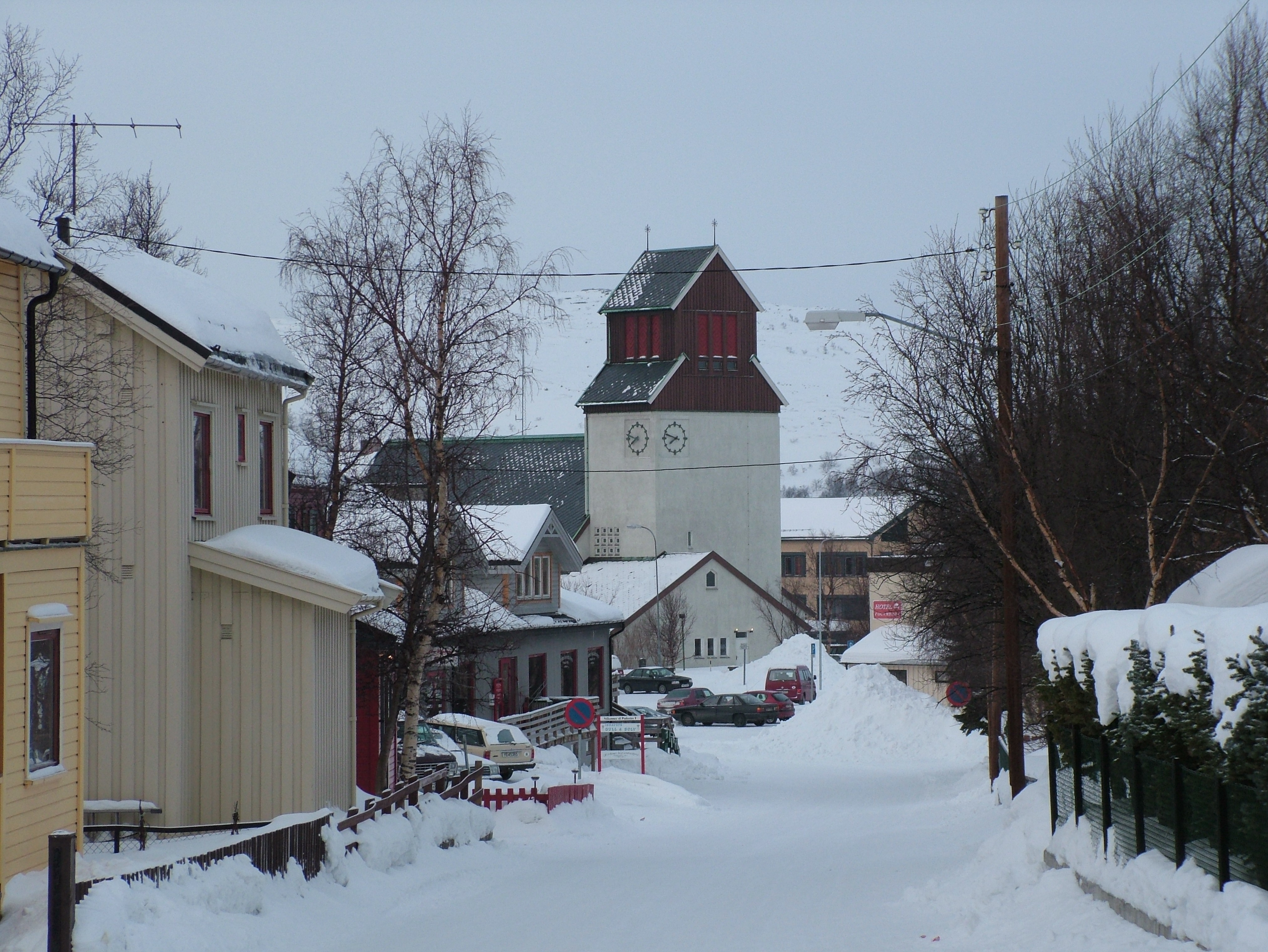
街なかの教会

ノルウェーの大半の都市とは異なり、キルケネスはフィンランドより東に位置する。ノルウェーはUTC+1、フィンランドはUTC+2の標準時を採用しているため、キルケネスからフィンランド入りすると、西へ進んだにもかかわらず時差の関係で時計を1時間進ませなければならない。これは珍しい現象である。また、キルケネスからロシアへ入ると、そちらは標準時がUTC+3のため一気に時計を二時間進ませる必要がある。
ここから南へ100km車で進み、さらに10kmほど歩くとエヴレ・パスヴィク国立公園に到達する。ここにはノルウェー、フィンランド、ロシアの三国が一つの点に集まっている。時差も三者三様なため、その点の周りは三つの標準時がひしめいていることになる。このような場所は世界でもわずかしかない。しかし、ノルウェーとロシアは法で無許可に国境を横断することを禁じている。このため、ノルウェーとロシアの国境を横切るためにはソトルスコーグという国境警備隊の車両に乗せてもらうしかない。

## ETS2におけるキルケネス
ETS2のマップ追加modであるpromodsで追加される町である。町の中心部からNordkalkと言う鉱山会社に向かって酷道が伸びており、同ゲームのマルチプレイmodであるTruckersMPでは酷道を求めて多くのプレイヤーが集う名所になっている。

## 姉妹都市
- ニケリ（ロシア）[6]